# Papyrolin

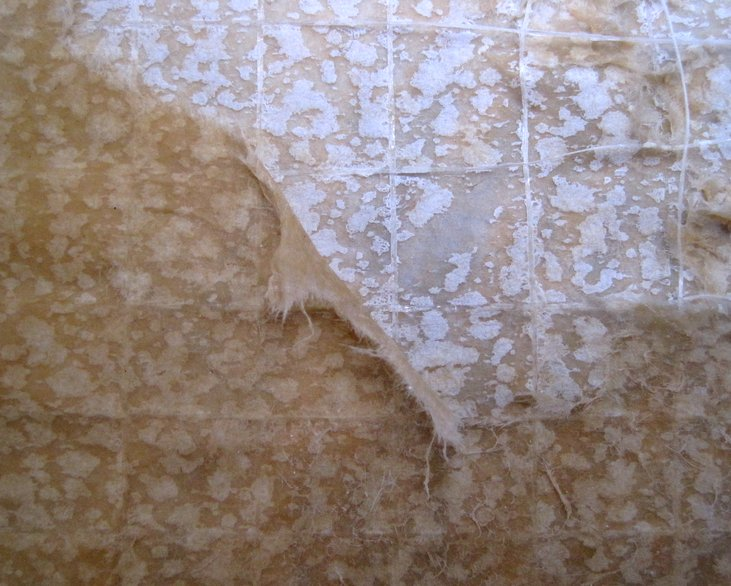
Papyrolin. Oberste Papierlage teilweise entfernt und Fasern freigelegt. Maschenweite ca. 1 cm.

Papyrolin ist ein stabiler Papierverbund aus zwei Lagen  Papier, zwischen die beiden Lagen ist ein textiles Gitter oder Gewebe eingearbeitet. Aufgrund dieses Aufbaus ist Papyrolin in unterschiedlichen Flächengewichten und Reißfestigkeiten erhältlich. Auch unterschiedliche Farben auf Vorder- und Rückseite sind Standard.
Zur Herstellung von reißfesten Versandtaschen werden vor allem die Farbkombinationen weiß/blau und braun/braun verwendet. Für reißfeste Klebebänder dominieren die braunen und für andere Verpackungen die weißen Qualitäten.